# Édson Ribeiro
Édson Luciano Ribeiro (Bandeirantes, 8 dicembre 1972) è un ex velocista brasiliano.

## Palmarès

### Olimpiadi
- 2 medaglie:
  - 1 argento (Sydney 2000 nella staffetta 4×100 m)
  - 1 bronzo (Pechino 2008 nella staffetta 4×100 m)

### Mondiali
- 2 medaglie:
  - 1 argento (Parigi 2003 nella staffetta 4×100 m)
  - 1 bronzo (Siviglia 1999 nella staffetta 4×100 m)